# КБ (Копенгаген)
КБ або «Копенгаген Болдклуб» (дан. Kjøbenhavns Boldklub) — данський футбольний клуб з Копенгагена.

## Історія
Заснований 26 квітня 1876 року. Найстаріший футбольний клуб континентальної Європи. В елітному дивізіоні данського футболу провів 52 сезони (останній — 1990).
Найбільше матчів у збірній Данії провели: Вальдемар Лаурсен (44), Оле Квіст (39) і Поуль Нільсен (38).
Срібні олімпійські нагороди у складі національної збірної здобули: Нільс Міддельбю (1908, 1912), Вільгельм Вольфхаген (1908, 1912), Оскар Норланд (1908, 1912), Людвіг Дрешер (1908), Крістіан Міддельбю (1908), Бйорн Расмуссен (1908), Йорн Соренсен (1960). Бронзові медалі на Олімпіаді-1948 отримали: Ейгіль Нільсен, Аксель Пільмарк і Діон Ернволь.
У 1992 році об'єднався з Б-1903 в один клуб під назвою ФК «Копенгаген».

## Досягнення
Чемпіонат Данії
- Чемпіон (15): 1913, 1914, 1917, 1918, 1922, 1925, 1932, 1940, 1948, 1949, 1950, 1953, 1968, 1974, 1980
- Друге місце (13): 1916, 1929, 1931, 1939, 1943, 1946, 1947, 1954, 1959, 1960, 1961, 1969, 1979
- Третє місце (7): 1935, 1938, 1942, 1964, 1966, 1973, 1976

Кубок Данії
- Володар (1): 1969
- Фіналіст (5): 1958, 1961, 1965, 1966, 1984

Чемпіонат Копенгагена
- Чемпіон (8): 1891, 1897, 1898, 1903, 1905, 1910, 1911, 1912
- Друге місце (7): 1904, 1915, 1920, 1924, 1931, 1934, 1936

Кубок Копенгагена
- Володар (8): 1912, 1913, 1914, 1916, 1923, 1933, 1948, 1952
- Фіналіст (9): 1910, 1926, 1932, 1936, 1937, 1940, 1941, 1950, 1953

Футбольний турнір
- Чемпіон (4): 1891, 1897, 1898, 1903
- Друге місце (6): 1890, 1893, 1894, 1895, 1896, 1899